# Malcolm Boyd
Pour les articles homonymes, voir Boyd.
Malcolm Boyd (Newcastle upon Tyne, 1932-2001) est un musicologue et professeur de musique classique anglais.

## Biographie
Malcolm Boyd effectue sa formation musicale à la Dame Allan's School (en) de Newcastle on Tyne, poursuivant ensuite ses études avec Arthur Hutchings et Alan Edgar Frederic Dickinson à l'Université de Durham. De 1956 à 1960 il est professeur à Hemsworth dans le Yorkshire. Depuis 1960 il est maître de conférences au Royal Welsh College of Music & Drama (en) de Cardiff.
Ses publications sont nombreuses, notamment celles portant sur Bach, dont : Harmonizing Bach Chorales (Londres, 1967) et Bach's Instrumental Counterpoint (Londres, 1967), mais également sur Alessandro et Domenico Scarlatti.

## Publications (sélection)
- (en) Alessandro Scarlatti and the Italian chamber cantata (thèse de master), Université de Durham, 1962, 183 p. (lire en ligne)
- (en) Domenico Scarlatti : master of music, New York, Macmillan, 1987, xi-302 (OCLC 470280952, BNF 42875007, lire en ligne)
- (en) Bach : the Brandenburg concertos, Cambridge university press, 1995  (ISBN 0-521-38713-2)
- (en) Bach, New York, Oxford University Press, coll. « Master musicians series », 2007 (réimpr. 1990, 2000, 2003) (1re éd. 1983), 331 p. (ISBN 978-0-19-530771-9 et 0-19-530771-2, OCLC 849109473, présentation en ligne, lire en ligne)